# France Bastia
France Bastia est une femme de lettres belge, née le 12 novembre 1936 à Uccle et morte le 27 février 2017 à Hamme-Mille.

## Biographie
Après son mariage en 1960, elle se consacre à ses quatre fils et à l'écriture. En 1972, la famille part au Zaïre et travaille au service culturel de l'ambassade de Belgique à Kinshasa. 
Après qu'elle et son premier mari (Marcel Van Buylaere) ont divorcé, en 1982, elle reprend ses activités de relations publiques notamment aux éditions Duculot. Elle devient directrice de la Revue générale en 1987.
En 1988, elle épouse le grammairien André Goosse et devient la présidente de l’Association des écrivains belges de langue française en 1994. France Bastia a remporté de nombreux prix pour ses œuvres[Lesquels ?].
France Bastia décède à Hamme-Mille le 27 février 2017.

## Œuvres
- Une autruche dans le ciel et huit autres contes.[2]
- Le Cri du hibou[2]
- L'Herbe naïve (Travelling)
- Vingt Jours, Quarante Jours
- La Traille
- Belgique, pays de cocagne : Avec 22 recettes traditionnelles (avec Rosine De Djin)